# Banco Safra
O Banco Safra S.A. é um banco brasileiro, sendo o 4º maior banco de controle privado do país considerando-se seus totais de ativos, conforme o Banco Central. Atua como um banco múltiplo provendo uma ampla linha de produtos e serviços financeiros.
O Banco Safra, integrante do Grupo Safra, presente em 25 países, possui uma rede de atendimento que atua em todo o território nacional, tendo sua sede em São Paulo.

## História
No início do século XIX, as economias da Europa, do Oriente Médio e da América do Norte floresceram com o aumento do movimento de pessoas e bens entre as principais cidades portuárias da Europa e do Oriente Médio.
Algumas famílias que atuavam no segmento financeiro, incluindo a família Safra, estabeleceram as bases do sistema bancário moderno e do financiamento para atender à crescente demanda do comércio internacional.
Em Aleppo, um grande entreposto comercial, a família Safra atuava no financiamento por meio da troca de moeda e metais preciosos. Em meados do século XIX, a Safra Frères et Cie foi fundada em Aleppo, sendo reconhecida em toda a região.
A reputação do grupo como um grupo formado por habilidosos financistas levou a família a abrir filiais em outras cidades do Oriente Médio.
Na 1ª metade do século XX, Beirute foi escolhida para ser a sede do banco Jacob Safra.
Após a Segunda Guerra, Jacob Safra expandiu os negócios para a Europa, América Latina e Estados Unidos. O banqueiro libanês se mudou para o Brasil em 1953, onde fundou uma empresa de importação e comércio de metais, máquinas e gado, a Safra Importação e Comércio.
Em 1957, iniciou suas atividades financeiras no Brasil como uma empresa de crédito ao consumidor, a Safra S.A. Crédito Financiamento e Investimentos, oferecendo crédito a seus clientes.
Nos anos subsequentes, o banco, que tornou-se múltiplo em 1972 sob a razão social Banco Safra S.A., ampliou a sua atuação no mercado financeiro, abrangendo também soluções no mercado de capitais e dívida e produtos relacionados aos meios de pagamentos com o lançamento do SafraPay em 2017 tornando-se um banco também virtual.

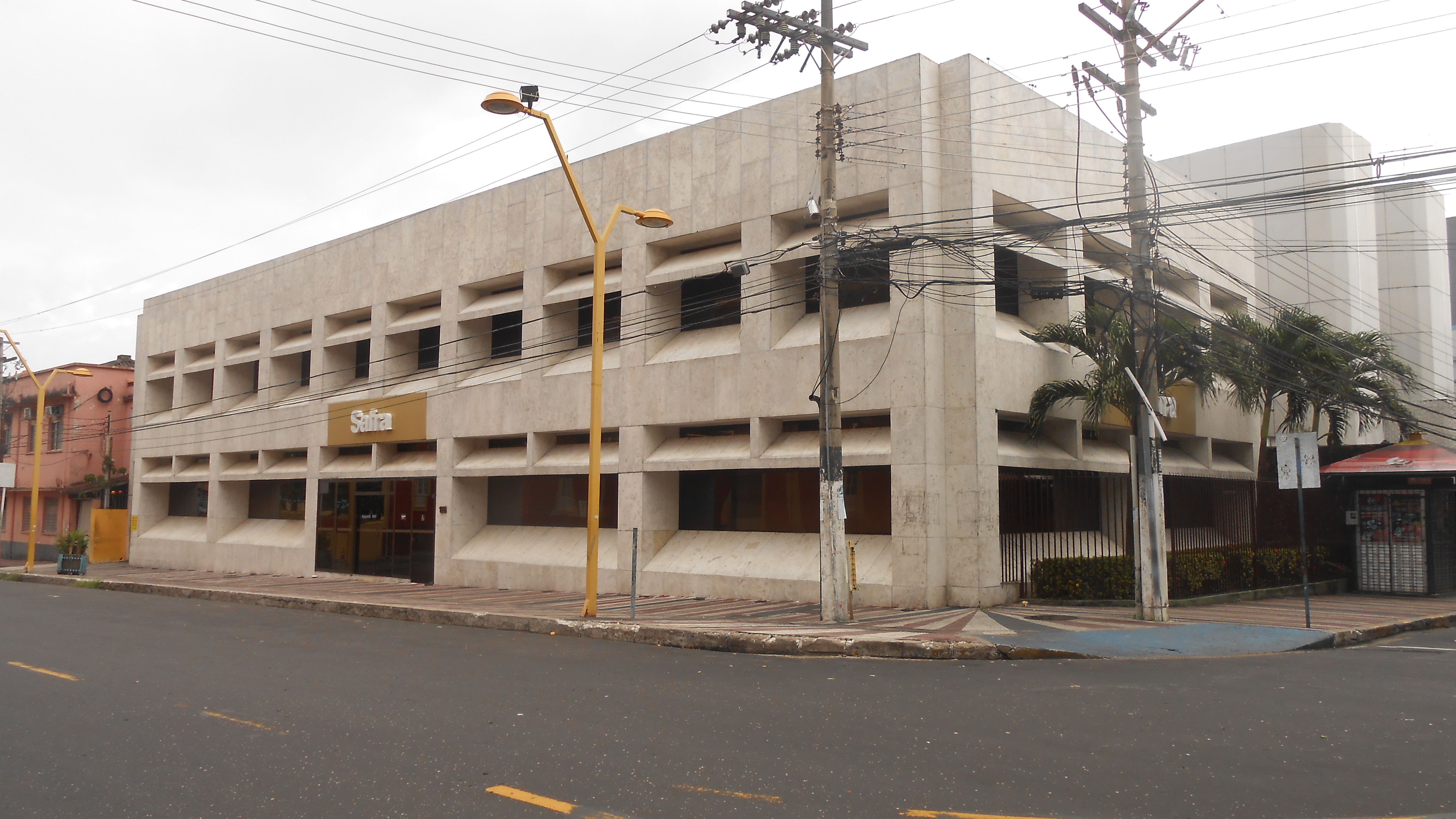
Unidade do Banco Safra em Manaus